# Novozelanski lan
Novozelanski lan (lat. Phormium), rod jednosupnica iz porodice čepljezovki. Postoje dvije vrste raširene pi Novom Zelandu i otocima Antipodes, Chatham i Norfolk
Rod je opisan 1775.

## Vrste
1. Phormium colensoi Hook.f.
2. Phormium tenax J.R.Forst. & G.Forst.